# Біас

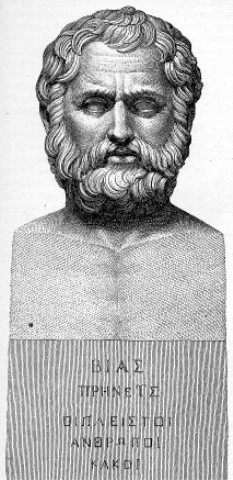
Біас Прієнський

Бі́ас Прієнський, або Бі́ант (грец. Βίας ο Πριηνεὺς, род. відм. Βίαντος) — один із «семи мудреців» з Прієни в Іонії (нині Туреччина), жив у добу царя Креза (625—640 до н. е.), і славився мудрістю своїх судових рішень.

## Життєпис
Коли перси підкорили Прієну, та мешканці міста, тікаючи, забирали з собою зі свого майна, хто скільки міг, він відповів одному з них, хто дивувавася, чому він нічого не бере: «Усе своє ношу з собою». Слова ці в перекладі лат. «Omnia mea mecum porto» стали згодом крилатим висловом.
Також йому належить вираз «Найбільше багатство — нічого не бажати».
Помер у глибокій старості у місці свого народження, куди він повернувся знову разом з іншими втікачами від персів.